# Kolcomysz ognista
Kolcomysz ognista (Acomys ignitus) – gatunek ssaka z podrodziny sztywniaków (Deomyinae) w obrębie rodziny myszowatych (Muridae), występujący w Afryce Wschodniej.

## Zasięg występowania
Kolcomysz ognista występuje we wschodniej i południowej Kenii oraz północno-wschodniej Tanzanii; istnieją także doniesienia o jej występowaniu w Somalii.

## Taksonomia
Gatunek po raz pierwszy zgodnie z zasadami nazewnictwa binominalnego opisał w 1910 roku brytyjski zoolog Guy Dollman nadając mu nazwę Acomys ignitus. Holotyp pochodził z Voi, w Kenii. 
A. ignitus uznawany był za populację A. dimidiatus, ale został uznany za ważny gatunek w 1940 roku na podstawie morfologii; aspekty chromosomalne i molekularne potwierdziły później jego odrębny status. Jest on filogenetycznie bliski A. cahirinus. Uznawano trzy podgatunki: ignitus, montanus i pulchelius; montanus i pulchelius w toku późniejszych badań przypisano jako synonimy do A. kempi. Autorzy Illustrated Checklist of the Mammals of the World uznają ten takson za gatunek monotypowy.

### Etymologia
- Acomys: gr. ακη akē „ostry punkt”; μυς mus, μυός muos „mysz”[7].
- ignitus: łac. ignitus „ognisty, rozjarzony”, od ignire „podpalać”, od ignis „ogień”[8].

## Morfologia
Długość ciała (bez ogona) 92–114 mm, długość ogona 70–85 mm, długość ucha 14,5–19 mm, długość tylnej stopy 13–19 mm; brak szczegółowych danych dotyczących masy ciała.

## Biologia
Kolcomysz ognista jest spotykana do wysokości 1000 m n.p.m. Jest szeroko rozpowszechniona i pospolita, szczególnie na obszarach skalistych wśród suchej sawanny i na żwirowych równinach, gdzie dawniej rosły lasy miombo. Jest to zwierzę owadożerne.

## Populacja
Międzynarodowa Unia Ochrony Przyrody uznaje kolcomysz ognistą za gatunek najmniejszej troski. Nie wiadomo, czy potrafi się ona przystosować do zmian środowiska, ale obecnie nie są znane zagrożenia dla gatunku. Zamieszkuje obszary chronione takie jak Park Narodowy Tsavo i Park Narodowy Amboseli.